# Pavilion Books
Pavilion Books est une ancienne maison d'édition basée en Grande-Bretagne.
Elle était spécialisée dans les livres illustrés et le contenu numérique. Le siège social de la société était établi à Londres et son directeur général étaitt Robin Wood.

## Histoire
La société débute en tant qu'éditeur indépendant en 2005 avec l'acquisition de Chrysalis Books Group auprès du groupe Chrysalis par Robin Wood, Polly Powell et David Proffit. Chrysalis Books Group prend le nom d'Anova Books pour éviter toute confusion avec son ancien propriétaire, Chrysalis Group (en). En 2014, Anova Books est rebaptisé Pavilion Books.
Depuis lors, l'entreprise a acquis ou créé plusieurs autres maisons d'édition.
En 2021, Pavilion Book est rachetée par HarperCollins.